# 우암선
우암선(牛岩線)은 부산광역시의 부산진역에서 신선대역을 연결하는 한국철도공사의 철도 노선으로, 부산항(신선대 부두)의 인입철도 기능을 하는 화물 전용 노선이다. 여객 영업은 이루어지지 않는다. 영업거리표 상에는 동해선의 지선으로 되어 있으나, 실질적으로 경부선을 드나드는 열차 운행이 빈번하다. 화물 전용 노선 중 유일하게 복선이기도 하나, 전차선은 없다.

## 역사

### 개요
우암선은 한국전쟁 당시에 미군의 물자 양륙을 위해서 건설하여, 1951년 8월 1일에 준공, 10일부터 영업을 개시하였다. 이 당시의 우암선은 동해남부선의 부전역을 기점으로 하여, 부산진역의 지선 상에 위치한 우암역을 연결하는 5.8km 구간의 노선으로 건설되었다.
이후 1984년에 수송애로 및 도시화에 따라 부전역에서 출발하여 전포로를 따라가는 선로가 폐선되었고, 부산진역 북단에서 시작하여 동천을 건너 우암로를 따라가는 형태로 구조가 변경되었다. 과거 우암선의 흔적은 일부 지명과 시설에서만 찾아볼 수 있고, 전포로를 따라가는 구간은 도시철도 2호선 공사 때문에 사라졌다. 일부 지도에는 아직도 구 우암선이 그대로 나와 있다.

### 연혁
- 1945년 5월 16일 : 부전-적기부두(赤崎埠頭) 간 5.8 km 구간이 적기선(赤崎線)으로 영업 개시[1]
- 1948년 1월 22일 : 우암선(牛岩線)으로 명칭 변경[2]
- 일자 불명 : 적기선 폐지 혹은 선로 철거
- 1951년 8월 1일 : 부전-우암간 5.8 km 구간 준공
- 1951년 8월 10일 : 우암선(牛岩線)으로 영업 개시[3]
- 1984년 2월 1일 : 부산진-우암 간 2.4 km 구간 신설 영업 개시, 기존 구간 폐지[4]
- 1995년 4월 1일 : 우암-신선대간 3.7 km 연장 영업 개시[5]
- 2015년 5월 29일 : 신선대역의 화물 취급 중지[6]
- 2019년 4월 17일 : 철도 노선번호 변경에 따라 31101로 변경[7]

## 노선 정보
- 노선 거리 : 6.1 km
- 운영 기관 : 한국철도공사(전 구간)
- 궤간 : 1435mm(표준궤)
- 통행 방식 : -
- 역 수 : 3
- 복선 구간 : 전 구간
- 전철화 구간 : 없음
- 보안 장치 : 불명

### 역 목록
우암선의 역 목록은 다음과 같다.
| 역명   | 로마자 역명 | 한자 역명 | 역간거리 (km) | 영업거리 (km) | 접속 노선                           | 소재지     | 소재지 | 비고     |
| ------ | ----------- | --------- | ------------- | ------------- | ----------------------------------- | ---------- | ------ | -------- |
| 부산진 | Busanjin    | 釜山鎭    | 0.0           | 0.0           | 경부선 동해선 ● 부산 도시철도 1호선 | 부산광역시 | 동구   | 화물전용 |
| 우암   | Uam         | 牛岩      | 2.4           | 2.4           |                                     | 부산광역시 | 남구   | 화물전용 |
| 신선대 | Sinseondae  | 神仙臺    | 3.7           | 6.1           |                                     | 부산광역시 | 남구   | 화물전용 |

## 개량
1960년대에 우암선을 연장하여 감만·용당·대연·광안·서수영 일대를 지나는 15.3km의 '부산해안순환선' 계획이 존재하였다. 동해남부선 동래역으로부터 1.8km까지는 동해남부선과 자갈선 선로를 이용하는 계획으로, 선로 전체를 통틀어 최대구배는 15‰이고 최소곡선반경은 300m로 실측되었다. 실제로 착공되지는 않은 것으로 보인다.
| 역명   | 역간거리 (km) | 영업거리 (km) |
| ------ | ------------- | ------------- |
| 동래   | 0.0           | 0.0           |
| 서수영 | 4.0           | 4.0           |
| 광안리 | 3.2           | 7.2           |
| 대연   | 1.7           | 8.9           |
| 감만   | 3.7           | 12.6          |
| 우암   | 2.5           | 15.1          |
|        | 0.2           | 15.3          |

2016년 5월 부산광역시에서는 부산시 도시철도망 구축계획안을 수립하고, 후보노선으로 우암선 철도를 일부 활용하는 신교통수단 노선 우암선을 포함하였다.